# Eurycletodes (Oligocletodes) peruanus
Eurycletodes (Oligocletodes) peruanus is een eenoogkreeftjessoort uit de familie van de Argestidae. De wetenschappelijke naam van de soort is voor het eerst geldig gepubliceerd in 1979 door Becker, Noodt & Schriever.